# Hokkaido (razza canina)
L'Hokkaido (北海道犬? Hokkaidō-inu o Hokkaidō-ken), noto anche come Ainu-ken, Seta, o, come viene spesso accorciato in Giappone, Dō-ken (道犬?), è una razza giapponese di cani da caccia e da compagnia, originaria dell’omonima prefettura.

## Storia
Alcuni esperti ritengono che sia probabilmente la più antica (più di 3000 anni) e la più primitiva tra tutte le razze giapponesi. L’Hokkaido discende da antichi cani da caccia giapponesi chiamati Matagi-ken, portati dai popoli Ainu dalla regione di Tōhoku durante il periodo Jōmon. Nell'isola di Hokkaido, il pool genetico di questi cani si è conservato puro e al sicuro da incroci con altre razze. Molti Hokkaido hanno la lingua blu, il che suggerisce un’origine comune a Chow Chow e Shar Pei.
Nel 1869 lo zoologo inglese Thomas W. Blankiston denominò per la prima volta la razza "Hokkaido". A partire dal 1937 è stata tutelata dal Ministero dell'Istruzione giapponese che la dichiarò "Monumento naturale" e gli attribuì ufficialmente il nome "Hokkaidō-inu". Questa razza è stata definitivamente riconosciuta dalla FCI nel 1964 e appartiene al gruppo 5, nella classe dei cani primitivi.
Gli Hokkaido sono stati utilizzati principalmente per cacciare l'orso bruno (Higuma), che attaccavano alle spalle mordendolo nella zona del collo fino a sfiancarlo. Si sono distinti anche nella caccia di cinghiali e cervi. Abbaiano e ululano mentre inseguono una preda, così che il cacciatore possa sempre determinare la loro posizione con facilità. Gli Ainu, conosciuti anche come abili pescatori, spesso usano questi cani come aiutanti per catturare i salmoni nel periodo in cui risalgono i fiumi controcorrente.
In Giappone gli Hokkaido hanno contribuito con successo a operazioni di ricerca e salvataggio, la più nota delle quali risale al 1902 quando una spedizione dell’esercito fu sorpresa da una bufera di neve sui monti Hakkōda.

## Aspetto

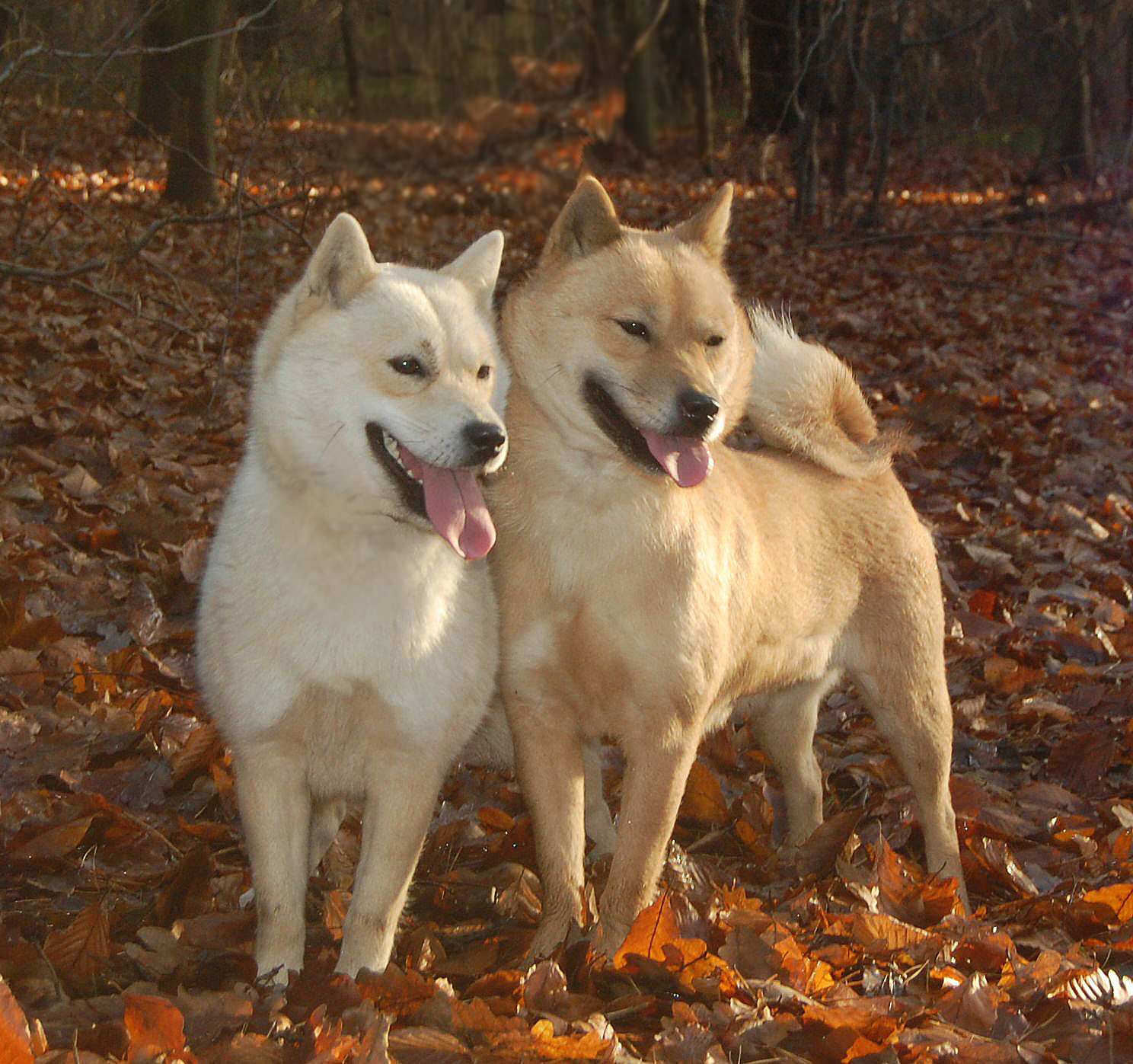
Una coppia di Hokkaido

È un cane di taglia media ben proporzionato, robusto e resistente. Ha piccole orecchie triangolari, leggermente inclinate ed erette. Gli occhi sono relativamente piccoli, seguono un profilo triangolare e sono di colore scuro. L'Hokkaido ha un primo strato di pelo lungo e ruvido e un secondo di pelo più corto e morbido. I colori del mantello comprendono il sesamo (pelo fulvo con punte nere), il tigrato, il rosso, il nero, il nero focato e il bianco. I maschi hanno tipicamente un'altezza di circa 50 cm al garrese, mentre le femmine sono leggermente più basse, il peso si aggira intorno ai 20 kg.

## Carattere
Questo cane è conosciuto principalmente per la fedeltà al suo proprietario, il coraggio e la capacità di sopportare il freddo. Dotato di un innato senso dell’orientamento, dimostra una sicura valutazione della situazione e una grande resistenza.
In Giappone gli Hokkaido sono tradizionalmente al fianco dei cacciatori, per questo motivo vengono incoraggiati ad avere un carattere feroce e aggressivo che ben si adatta a questo scopo.
Poiché è un cane poco diffuso al di fuori del suo paese d’origine, il carattere di un Hokkaido visto solo come cane da compagnia è ancora in via di definizione. Nonostante la predisposizione per la caccia, se ben socializzato mostra buoni comportamenti con gatti e altri piccoli animali domestici. È molto intelligente e può essere facilmente addestrato. Ha bisogno di moderato ma regolare esercizio fisico per rimanere in forma.